# Saint-Pierre-les-Étieux
Saint-Pierre-les-Étieux è un comune francese di 757 abitanti situato nel dipartimento del Cher, nella regione del Centro-Valle della Loira.
Il suo territorio comunale è bagnato dal fiume Marmande.

## Società

### Evoluzione demografica
Abitanti censiti